# Aprunculus
Aprunculus, łac. Abrunculus, fr. Evrouil (zm. 14 maja 491 w Clermont-Ferrand) – katolicki święty, biskup Langres i Owernii. Jego wspomnienie przypada na dzień 14 maja.
Po raz pierwszy jest wzmiankowany w 456 jako biskup Langres, które leżało w państwie Burgundów. Piastował tę funkcję do 484. Musiał opuścić miasto po tym, jak został oskarżony o zdradę i współdziałanie z Frankami. Uciekł do Clermont-Ferrand. Według innych źródeł został wygnany przez króla Burgundów – Gundobada.
Po śmierci biskupa Clermont św. Sydoniusza Apolinarego tron biskupi miał zostać bezprawnie zajęty przez bliżej nieznanego zakonnika, który rychło zmarł. Po nim na biskupa został wybrany – zgodnie z życzeniem zmarłego Sydoniusza – właśnie Aprunculus. Pełnił funkcję biskupa Owernii od 486 do 491.